# 名鉄バス春日井営業所
名鉄バス春日井営業所（めいてつバスかすがいえいぎょうしょ）は、名鉄バスの営業所。

## 概要
営業所は春日井市高森台にあり、春日井地区の路線を担当している。
所属略号は春である。
2007年に小牧営業所が廃止され、春日井営業所・名古屋中央営業所共同所管の管理所（小牧管理所）になった（近距離高速バス名古屋多治見線、名古屋桃花台線を担当。所属略号は小）が、小牧管理所も2010年3月12日に閉鎖となる。
春日井市の路線が中心だが、小牧駅発着の春日井駅及び勝川駅を結ぶ路線も担当している。
春日井市民病院線の運行を東濃鉄道小牧営業所に委託している。2014年4月1日より東野線の運行も同営業所に委託している。
2009年10月1日にJR東海バスが運行していた東野線と玉野台循環線が移管された。

## 沿革
- 1965年（昭和40年）2月1日 ：春日井市篠木町に春日井営業所（通称：篠木車庫。位置は現在の篠木六丁目バス停[1]前）が開設される。

- 1978年（昭和53年）4月1日：高森台に高蔵寺ニュータウンなどの路線を担当する春日井営業所所管の高蔵寺管理所が開設される[2]。

- 年月不明： 営業所機能を高蔵寺へ集約する。篠木合宿所開設。

- 1999年（平成11年） - 2000年（平成12年）頃： 篠木合宿所廃止。簡単な乗務員休憩所（春日井駅発着路線の休憩・待機場）と名鉄整備の工場を残し、篠木車庫が取り壊される。

- 2001年（平成13年）： 旧篠木車庫に残された名鉄整備の建物なども取り壊される。現在、跡地は医院とタイヤショップとなっている。バス停名は暫く篠木車庫前となっていたが、のち篠木六丁目へ改称。ゆとりーとラインの運行を開始。

- 2006年（平成18年）2月1日： 小牧営業所[3]が、春日井営業所及び名古屋中央営業所の共同所管の管理所となる。

- 2009年（平成21年）10月1日：ゆとりーとラインの運行から撤退。JR東海バスから東野線、玉野台循環の各線を移譲され、両路線の運行を開始。

- 2009年（平成21年）11月10日：営業所建物を新築。

- 2010年（平成22年）3月13日： 小牧管理所を春日井営業所に統合。

## 現行路線

### 近距離高速バス

#### 名古屋・多治見線
- 【120】名鉄バスセンター - 栄（オアシス21） - 桃花台 - 多治見・桜ヶ丘ハイツ
  - 東濃鉄道と共同運行。
  - 桃花台 - 多治見・桜ヶ丘ハイツ間のみの利用も可能。
  - 名鉄バス担当分のみmanacaの利用が可能。
  - 使用されている車両は、桃花台線と共通。

観光バスタイプ車両を使用される。
2001年名鉄バスの近距離高速バス第1弾として運行開始。2002年に名鉄緑台経由に変更、更に2003年には桂ヶ丘まで延長となる。なお、東濃地区へは2003年に東鉄単独の名鉄バスセンター - 可児市役所、2008年に名鉄バス単独で名鉄バスセンター - 土岐プレミアムアウトレットをそれぞれ運行開始している。
現在この路線の名鉄バス担当便は、平日・土休日とも朝夕ラッシュ時の1往復のみであり、昼間の便は全て東濃鉄道による運行となっている。
名古屋から多治見までの路線は国道19号線経由の名多線が1995年まで運行されていたが、それ以来という事になる。

#### 名古屋・桃花台線
- 【110】名鉄バスセンター - 栄（オアシス21） - 小牧駅 - 桃花台センター - 桃花台東
- 【111】名鉄バスセンター - 栄（オアシス21） - 小牧駅 - 桃花台センター - 明治村
- 【112】名鉄バスセンター - 栄（オアシス21） - 小牧駅 - 桃花台センター
- 【113】名鉄バスセンター - 栄（オアシス21） - 小牧駅
- 【114】小牧駅 - 桃花台センター - 桃花台東
  - 小牧市内のみや小牧市内 - 明治村のみの利用は出来なかったが、2021年1月12日から当面の間実証実験を行った後に正式に同区間のみの利用が出来るようになった[4]。
  - 観光バスタイプの車両を使用するが、時間帯によってはシートベルトを備えた路線バスタイプの車両も運行される。
  - manacaの利用が可能。
  - 2020年までは、高速バスであったが、路線バス改造車で運行されていた。
  - 【114】はあおい交通・ピーチバス減便の代替として夜間帯に小牧駅発桃花台東行きのみ平日・土休日ともに2便のみ運行で一般路線車が使用される。

名鉄バスの近距離高速バスの第2弾として2002年より運行開始した名鉄バスセンター - 小牧駅間の高速名古屋小牧線が前身。それ以前は黒川から国道41号線を経由する名犬バイパス線があり、名犬バイパス線を一般道から高速経由に載せ換えたものと言ってよい。2005年5月より高速名古屋小牧線が中部国際空港からに仕立て直され中部国際空港・小牧線になり、桃花台に延伸する一方で栄（オアシス21）での乗降を扱いを始めた。同じ年の10月に始発地が中部国際空港から名鉄バスセンターに再度戻り、名古屋・桃花台線となる。2007年より明治村系統の運行を開始した。
1964年の鉄道岩倉支線廃止後、名古屋から小牧へは鉄道のみでの移動手段が名古屋市電の上飯田町で鉄道小牧線に乗り換えるという手段しかなかった。その市電も1971年に廃止となったために、名古屋から小牧市に運行する名鉄バスは重宝がられ、比較的近年まで残存していた。
当時、名鉄バスの路線は名鉄バスセンターから小牧へ向かう系統は4路線あり、西から浄心経由の小木線、国道41号線黒川経由の名犬バイパス線、上飯田・桜井経由の名犬線、上飯田・下末経由の下末線があった。しかしモータリゼーションの進展により、1997年にまず小木線が始発地を名鉄バスセンターから上小田井駅に短縮、2001年下末線が廃止、2002年名犬バイパス線が高速名古屋小牧線の運行開始に伴い豊山町の青山・伊勢山西から朝のみの片方運行となる。
2003年に地下鉄上飯田線が開通した後には、2004年に名犬線、2005年に名犬バイパス線、2006年に最後まで残った小木線が廃止となり、一般道経由の路線は全滅、高速名古屋桃花台線のみが残る事になった

### 一般路線

#### 高蔵寺ニュータウン線
高蔵寺ニュータウンの入居開始に伴い名多線の支線として高蔵寺駅北口 - 藤山台で運行開始。時代が下がるに連れ高蔵寺ニュータウン線として独立しニュータウンから先、坂下・神屋地区まで運行する系統も包括するようになった。
高蔵寺ニュータウン線開通以前は、今の白山橋経由の系統に相当する高蔵寺 - 坂下間が現在のガイドウェイバスの前身である志段味線（当時は名鉄バスセンター - 守山 - 小幡 - 志段味 - 高蔵寺駅 - 坂下）の一部となっていて、ローカル線の様相を呈していた。愛知県医療療育総合センターへの支線は前身の愛知県コロニーが1968年に開設された時に志段味線の支線として開業したもので、後に高蔵寺ニュータウン線に組み込まれたものである。なお、当時の坂下は名古屋や小牧、一宮、多治見などから来るバスのターミナルとしての機能も有していた。
藤山台経由
- 【90】高蔵寺駅北口 - 岩成台 - 藤山台 - 藤山台南
- 【70】高蔵寺駅北口 - 白山橋 - 藤山台 - 藤山台南

中央台経由
- 【80】高蔵寺駅北口 - 岩成台 - 中央台 - 石尾台南（循環）
- 【81】高蔵寺駅北口 - 岩成台 - 中央台 - 高森台北
- 【82】高蔵寺駅北口 - 岩成台 - 中央台 - 植物園
- 【84】高蔵寺駅北口 - 岩成台 - 中央台 - 春日台口 - かみや団地口
- 【85】高蔵寺駅北口 - 岩成台 - 中央台 - 春日台口 - 福祉の里
- 【86】高蔵寺駅北口 - 岩成台 - 中央台 - 春日台口 - 明知工業団地 - 福祉の里（平日のみ）

・【87】高蔵寺駅北口 - 中央台 - ネオポリス北 - 愛知県医療療育総合センター
尚、高蔵寺駅北口 - 高森台北は、出入庫の役割も担っている。
87番系統の高蔵寺駅北口ーネオポリス北ー県医療療育総合センターは2023年10月より運行を開始した。
藤山台東経由
- 【91】高蔵寺駅北口 - 岩成台 - 藤山台東 - 愛知県医療療育総合センター（旧愛知県コロニー）

坂下経由
- 【71】高蔵寺駅北口 - 白山橋 - 坂下 -愛知県医療療育総合センター（旧愛知県コロニー）
- 【72】高蔵寺駅北口 - 白山橋 - 坂下 - 愛知県医療療育総合センター（旧愛知県コロニー） - 内々神社

深夜バス
- 【75】高蔵寺駅北口→白山→藤山台南→中央台→石尾台南（平日・土曜の19時30以降最終便までの発車便）

かすが台循環
- 中央台→坂下五丁目→かすが台①→（この間フリー乗降区間）→かすが台⑫→春日台口→坂下五丁目→中央台（平日のみ）

#### 桃花台線
- 【83】高蔵寺駅北口 - 岩成台 - 中央台 - 春日台口 - 大草 - 桃花台センター
- 【73】高蔵寺駅北口 - 白山橋 - 上野北 - 大草 - 桃花台センター

1992年、それまで高蔵寺ニュータウン線の支線、中央台経由大草行きだった路線を延長する形で開設。大回りしない形の上野北経由も併せて設定された。

#### 玉野台循環線
- 【99】高蔵寺駅 → 鹿乗橋 → 玉野 → 玉野台団地 → 押沢台口 → 木附西 → 玉野 → 鹿乗橋 → 高蔵寺駅

JR東海バスからの引き継ぎ路線であり、高蔵寺駅（南口）が起点となっている。JRバス時代は石尾台を通って植物園まで運行する系統や外ノ原経由の系統もあったが、2002年に設定された循環系統だけが最後まで残り、名鉄バスに移管された。

#### 春日井線
- 【95】高蔵寺駅北口 - 出川 - 中部大学前
- 【40】勝川駅 - 鳥居松 - 神領駅北口 - 坂下 - 藤山台南
- 【41】勝川駅 - 鳥居松 - 神領駅北口 - 坂下 - 愛知県医療療育総合センター
- 【43】勝川駅 - 鳥居松 - 神領駅北口

元は名多線を名乗り、1950年開通。東濃鉄道との共同運行で名鉄バスセンターから国道19号線を東進し勝川駅前・鳥居松・坂下経由で多治見駅までの本線と出川から別れて高蔵寺駅前までの支線を持つ路線であった。
勝川・鳥居松など市街地の真ん中を走る国道19号線に対し、併走する国鉄中央本線は春日井市街地の南部を走り、当時は本数も少なかったため名多線をはじめとする国道19号線経由の路線は利便性が高く、名中線の恵那・中津川まで運行する便や篠木車庫前・坂下までの区間便、八光線や桃山線のような勝川や鳥居松などから分岐する路線も多く急行運用もある主要幹線であった。1973年に低床バス（現在で言うところのワンステップバス）を試験導入したのもこの路線である。高蔵寺ニュータウンが入居開始となると、坂下から別れて藤山台西・高森台南までの支線が開通、出川経由の経路は後に中部大学への支線に仕立て直されている。
やがてモータリゼーションの進展、JR化後の中央本線の利便性向上に伴い次第に名鉄バスも春日井駅や高蔵寺駅からのフィーダー輸送に軸足を移していき、名鉄バスセンターまで直通していた各路線も規模を縮小。名多線も本線は後に東鉄のみが多治見駅まで運行していたが1995年に廃止となり、残った支線が春日井線と名を変えた。1997年には大曽根止まりとなり、更に勝川駅発着に短縮されて現在に至る。2009年3月14日より神領駅北口への乗り入れを開始した。
元々春日井線は1992年に廃止された名鉄バスセンターから春日井市民病院前・篠木車庫前までを結ぶ路線が名乗っており、当時は2経路あり、国道19号勝川橋を右折する経路と、瀬戸街道の守山図書館前から左折し、現在のゆとりーとラインに沿うようなルートで大永寺・松川橋を経由する経路とが松河戸で合流していた。晩年は先に廃止となった瀬戸線牛牧住宅系統の代替を兼ねて大永寺から右折し牛牧西に立寄ってから松川橋へ向かっていた。

#### 春日井市内線
- 【20】JR春日井駅 - 鳥居松 - 総合体育館前 - 南町屋 - 小牧駅
- 味美駅前 - 勝川駅 - 鳥居松 - 出川 - 平和公園（特定日運行）

元は味美駅前が始発であり、勝川駅前から中央本線の南側を通り、上条町より北上して八事町から現行ルートに入り小牧駅まで運行していた。のちに始発を春日井駅に変更した。味美駅前から春日井市内を横断して春日井市の市営墓園である潮見坂平和公園に向かう路線は墓参シーズンの春秋の彼岸、お盆、年末に運行される臨時バスである。

#### 桃花園線
- 【26】JR春日井駅 - 鳥居松 - 六軒屋口 - 春日井市民病院
- 【27】JR春日井駅 - 鳥居松 - 六軒屋口 - 春日井市民病院 - 桃花園（東濃鉄道へ運行委託）

春日井市北東部の団地、桃花園に向かう路線。元は春日井駅から北へ向かうことぶき町経由と現行の鳥居松経由の2経路であったが、JR東海バスの路線を譲受した時にことぶき町経由を廃止、東野線に桃花園行きを組み込んだため、この系統のみが残った。

#### 春日井・桃花台線
- 【31】JR春日井駅 - ことぶき町 - 六軒屋 - 春日井市民病院 - 桃花台東
- 【30】JR春日井駅 - ことぶき町 - 六軒屋 - 桃花台東（朝のJR春日井駅行き、夜～深夜の桃花台東行きのみ）
  - 平日下りのみ深夜バスが運行されている。

2006年桃花台ピーチライナー廃止に伴い運行開始。六軒屋口からそのまま北進する経路は元は桃花園線の経路であった。桃花台 - 春日井駅にはあおい交通による桃花台バスが運行されていたが、路線開設の経緯により当時、朝晩は直行、昼は西山町・春日井市民病院・リビン前のみに停車し、更に春日井駅はロータリーには入れず徒歩で5分程の所にあった造形大学のスクールバス転回場に停車していた。

#### 東野線
- 【46】JR春日井駅 - ことぶき町 - 東野町 - 下原口 - 大池住宅前（東濃鉄道へ運行委託）
- 【47】JR春日井駅 - ことぶき町 - 東野町 - 下原口 - 桃花園（東濃鉄道へ運行委託）
  - 2014年4月1日より、東濃鉄道小牧営業所へ運行を委託。

2009年10月1日より、JR東海バス瀬戸支店から引き継ぐ形で運行を開始、JRバス時代は大池住宅前系統のみだったが、名鉄バスに移管後、ことぶき町経由桃花園線を再編する形で桃花園系統が設定された。JRバス時代は大池住宅前から先、造形大学まで運行していた。

#### 春日井市民病院線
- 【52】勝川駅 - 高山 - 南町屋 - 春日井市民病院（東濃鉄道へ運行委託）
- 【51】勝川駅 - 高山 - 町屋 - 定野 - 春日井市民病院（東濃鉄道へ運行委託）
- 【21】JR春日井駅 - 鳥居松 - 総合体育館前 - 南町屋 - パナソニックエコシステムズ

春日井市民病院線は1998年に春日井市民病院が現在位置に移転したのを機に仕立て直された。移転前の春日井市民病院は現在の八田町2丁目にあり、勝川駅前 - 高山 - 南町屋 - 春日井市民病院前 - 鳥居松 - 春日井駅という運行経路であった。なお、旧春日井市民病院跡地は現在、愛知県警春日井警察署が鳥居松から移転してきている。
支線のJR春日井駅 - パナソニックエコシステムズは1998年の改訂前より春日井市民病院線として存在しており、勝川駅への運行もあった。

#### 小牧勝川線
- 【50】勝川駅 - 高山 - 町屋 - 下末 - 小牧駅

高山・町屋方面には長らく春日井市民病院線のみの運行となっていたが、2002年名鉄バスセンターから上飯田・下末経由で小牧まで運行されていた下末線の廃止に伴い町屋から下末経由で小牧までの路線を組み込み勝川駅 - 小牧駅として仕立て直した路線である。かつては名鉄バスセンターから高山・町屋経由で下末までの八光線も運行されていた。

### 期間限定
- 犬山紅葉ルートバス
  - 犬山遊園駅 - 寂光院 - 桃太郎公園を結ぶ。毎年11月第3、4土・日曜の4日間のみ運行。

### コミュニティバス
かすがいシティバスの全路線を春日井市より受託している。
また、サンマルシェ循環バスの運行を高蔵寺ニュータウンセンター開発より受託されている。

### スクールバス
- 神領駅北口 - 中部大学（ノンストップ）
  - 2015年4月1日より貸切バスだったものが乗合バスに変更された。[5]

### 特定輸送
名鉄バス春日井営業所では、三菱重工の社員向けの特定輸送を行っている。
イオンモールナゴヤドーム前の無料シャトルバスは、2020年3月31日をもって名鉄バスでの運行を終了し、4月1日以降は、レスクル株式会社が運行を引き継いでいる。

## 車両
車両には春日井ナンバー（ご当地ナンバー）のプレートが付いている。2014年11月以前に登録された車両と東鉄委託車両には尾張小牧ナンバーが付いている。
- 三菱ふそう・エアロエース（貸切車・近距離高速車）
- 日野・セレガ（貸切車・近距離高速車）
- 三菱ふそう・エアロスター
- 三菱ふそう・エアロミディMK
- 三菱ふそう・ローザ
- 日野・ブルーリボンシティハイブリッド
- 日野・レインボーII - かすがいシティバス
- いすゞ・エルガ

2023年現在、三菱ふそう・エアロエース折戸仕様車及び日野・セレガは近距離高速バス
名古屋桃花台線、名古屋多治見線で運用される、
2020年頃までは特定路線用エアロスターが使用されていた。